# Orde van de Monarchistische zaak
De Orde van de Monarchistische zaak, (Portugees: "Ordem da Causa Monarquica" of "Ordem da Cruz de Mérito da Causa Monarquica") is een onderscheiding, kennelijk een huisorde, van de Portugese tak van het Huis Bragança dat tot 1910 in Portugal regeerde. Duarte Pio van Bragança, de pretendent van de Portugese troon verleent de orde onder zijn aanhang. In alle provincies van het land is ook een eeuw na het uitroepen van de republiek nog steeds een monarchistische beweging actief. Personen die zich voor het herstel van de Portugese troon en de monarchistische beweging verdienstelijk maakten kunnen met de Orde van de Monarchistische zaak worden gedecoreerd. De onderscheiding wordt ook buiten Portugal uitgereikt. Een van de leden van de orde was de Brits-Duitse schrijver en antiquair Peter Bander van Duren die in 1993 tot Grootkruis in deze orde werd benoemd. Ook de Portugese dichter Vítor Manuel Escudero de Campos draagt de orde. 